# سیارک ۷۷۹۶
سیارک ۷۷۹۶ (به انگلیسی: 7796 Jaracimrman، نامگذاری:1996BG) هفت هزار و هفتصد و نود و ششمین سیارک کشف شده‌است که در ۱۶ ژانویه ۱۹۹۶ کشف شد.
قدر مطلق سیارک برابر ۱۳٫۶۰ است.